# Marila cespedesiana
Marila cespedesiana là một loài thực vật có hoa trong họ Calophyllaceae. Loài này được Triana & Planch. mô tả khoa học đầu tiên năm 1862.